# Heinrich Christian Macklot
Heinrich Christian Macklot (* 20 de octubre de 1799, Fráncfort - 2 de mayo de 1832, Poerwakarta, isla de Java) fue un naturalista alemán. 
En 1823 Coenraad Jacob Temminck envió a Macklot con Heinrich Boie y Salomon Müller a Asia con el objeto de coleccionar especímenes animales y vegetales, para el Museo de Historia Natural de Leiden. 
Macklot visitó Nueva Guinea y la isla de Timor de 1828 a 1830 a bordo del Tritón. Pero el único que regresó a Europa fue Müller.
- La abreviatura «Macklot» se emplea para indicar a Heinrich Christian Macklot como autoridad en la descripción y clasificación científica de los vegetales.[1]

Sus identificaciones y clasificaciones de nuevas especies las publicaba habitualmente en Bijdr. Nat. Wetensch.